# Profundo Carmesí
Profundo Carmesí é um filme de drama mexicano de 1997 dirigido e escrito por Arturo Ripstein. Foi selecionado como representante do México à edição do Oscar 1998, organizada pela Academia de Artes e Ciências Cinematográficas.

## Elenco
- Regina Orozco
- Daniel Giménez Cacho
- Giovanni Florido - Carlitos